# Zur Kritik der politischen Ökonomie

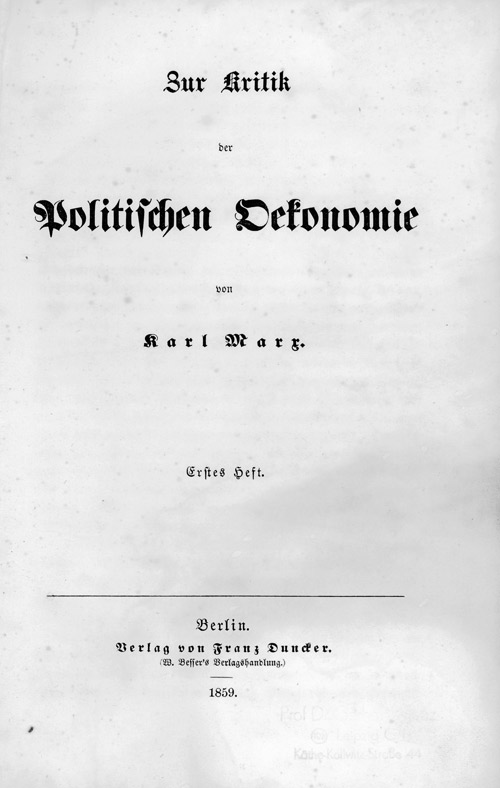
Erstausgabe, Berlin 1859

Mit der Schrift Zur Kritik der politischen Ökonomie hat Karl Marx im Jahr 1859 erstmals eine ausgearbeitete Form seiner Theorie der kapitalistischen Produktionsweise veröffentlicht, die er und Engels in den 3 Bänden Das Kapital, erschienen 1867, 1885 und 1894, später ausführlich darstellten.

## Entstehung
Der in der Zeit von August 1858 bis Januar 1859 verfasste Text erschien im Verlag von Franz Duncker in Berlin. Bereits im August 1857 hatte Marx eine Einleitung entworfen, welche er aber nicht verwendete.
Dies begründet er im Vorwort mit Überlegungen zur richtigen Methode der Darstellung, weil „jede Vorwegnahme erst zu beweisender Resultate störend scheint, und der Leser, der mir überhaupt folgen will, sich entschließen muß, von dem einzelnen zum allgemeinen aufzusteigen.“, wie Marx im Vorwort von Januar 1859 schreibt. Einen großen Teil der Vorarbeiten hatte Marx von September 1857 bis August 1858 geleistet, die erstmals 1939–1941 veröffentlicht wurden, als Grundrisse der Kritik der politischen Ökonomie (Rohentwurf), welche zusammen mit der 1904 veröffentlichten Einleitung als Grundrisse der Kritik der politischen Ökonomie bezeichnet werden.
In seinem 1867 erschienenen Hauptwerk Das Kapital hat Marx den Ansatz und die Darstellung der Theorie weiter verändert und differenziert und um weitere historische Beispiele ergänzt.

## Inhalt
Im Mittelpunkt stehen der Wert der Waren in seiner doppelten Darstellungsform von Gebrauchswert und Tauschwert, die konkrete und die abstrakte Arbeit, die Arbeitszeit als quantitatives Maß der Arbeit, das Geld, die Edelmetalle, die Zirkulation, Akkumulation, Basis und Überbau, Produktions- und Handelskrisen.
Marx beschreibt dabei auch die verkehrte Auffassung der ökonomischen Verhältnisse innerhalb der bürgerlichen Gesellschaft und bei den bürgerlichen Ökonomen:
„Daß ein gesellschaftliches Produktionsverhältnis sich als ein außer den Individuen vorhandener Gegenstand und die bestimmten Beziehungen, die sie im Produktionsprozeß ihres gesellschaftlichen Lebens eingehen, sich als spezifische Eigenschaften eines Dings darstellen, diese Verkehrung und nicht eingebildete, sondern prosaisch reelle Mystifikation charakterisiert alle gesellschaftlichen Formen der Tauschwert setzenden Arbeit. Im Geld erscheint sie nur frappanter als in der Ware.“
Im Kapital wird er hierfür den Begriff des „Warenfetischs“ prägen.
Im Vorwort fällt das berühmte geflügelte Wort Das Sein bestimmt das Bewusstsein in folgender Form: 
"Es ist nicht das Bewußtsein der Menschen, das ihr Sein, sondern umgekehrt ihr gesellschaftliches Sein, das ihr Bewusstsein bestimmt."

## Bedeutung für die Interpretation der Kritik der politischen Ökonomie
Eine im August 1859 erschienene Rezension zu Marx’ Werk sowie das Nachwort zum dritten Band des Kapital, welche beide von Friedrich Engels stammen, sind Ausgangspunkt einer sogenannten „historischen“ Lesart der Kritik der politischen Ökonomie. Diese interpretiert die sogenannte „einfache Wertform“ der Ware als historisches Modell eines vereinzelten Tausches unter Absehung von der kapitalistischen Bestimmung, während der Kapitalismus erst historisch später mit der Verwandlung von Geld in Kapital einsetzt. Dagegen geht die „logische“ Lesart davon aus, dass Marx in den Veröffentlichungen von 1859 und 1867 mittels der Kategorien des Wertes, der Ware und des Geldes eine bereits entwickelte kapitalistische Gesellschaft nur auf jeweils verschiedenen Stufen der begrifflichen Abstraktion dargestellt (Dialektische Darstellungsmethode) hat.
Diese Interpretation wurde zuerst in den 1920er Jahren von Isaak Iljitsch Rubin und erneut durch Vertreter der neuen Marx-Lektüre in den 1970er Jahren vertreten.

## Ausgabe
- Zur Kritik der politischen Ökonomie. Erstes Heft. Franz Duncker (W. Besser's Verlagshandlung), Berlin 1859 Digitalisat
- Marx-Engels-Werke (MEW) Bd. 13, S. 7–160, Dietz, Berlin 1971 Marx.Works
- Zur Kritik der politischen Ökonomie (Urtext). In: Marx-Engels-Gesamtausgabe. Abteilung II. Band 2. Dietz Verlag, Berlin 1980, S. 17–94.
- Zur Kritik der politischen Ökonomie. Erstes Heft. In: Marx-Engels-Gesamtausgabe. Abteilung II. Band 2. Dietz Verlag, Berlin 1980, S. 95–245.